# Lucainena de las Torres
Lucainena de las Torres ist eine südspanische Gemeinde (municipio) mit insgesamt 595 Einwohnern (Stand: 1. Januar 2022) im Zentrum der Provinz Almería in der autonomen Region Andalusien.
Neben dem Hauptort und Verwaltungssitz der Gemeinde Lucainena de las Torres gehören die Ortschaften Polopos, La Rambla Honda und El Saltador zur Gemeinde.

## Lage und Klima
Lucainena de las Torres liegt etwa 37 km (Fahrtstrecke) nordöstlich der Provinzhauptstadt Almería in einer Höhe von ca. 550 m. Durch den Osten der Gemeinde führt die Autovía A-7 von Almería nach Murcia. Das Klima ist gemäßigt bis warm; der eher spärliche Regen (ca. 350 mm/Jahr) fällt – mit Ausnahme der meist extrem trockenen Sommermonate – verteilt übers Jahr. 

## Bevölkerungsentwicklung
| Jahr      | 1970 | 1981 | 1991 | 2001 | 2011 | 2021 |
| Einwohner | 1144 | 730  | 591  | 670  | 664  | 584  |

Die Mechanisierung der Landwirtschaft, die Aufgabe bäuerlicher Kleinbetriebe („Höfesterben“) und der daraus resultierende Verlust von Arbeitsplätzen hatten in der zweiten Hälfte des 20. Jahrhunderts einen immer noch anhaltenden Bevölkerungsschwund zur Folge.

## Sehenswürdigkeiten
- Marienkirche (Iglesia de Nuestra Señora de Montesión) in Lucainena de las Torres, 1505 errichtet
- historische Schmelzöfen
- Keramikmuseum

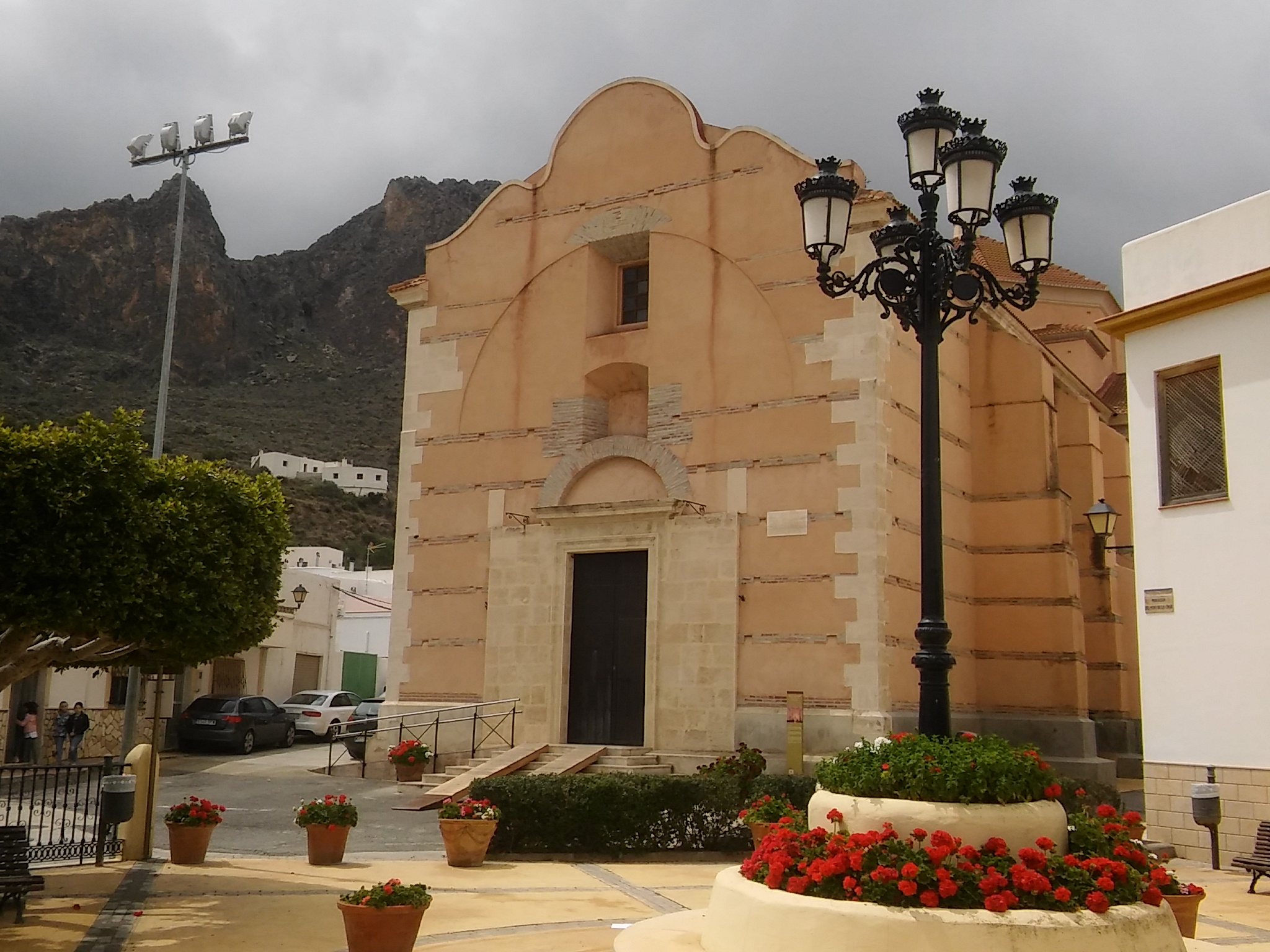
Marienkirche
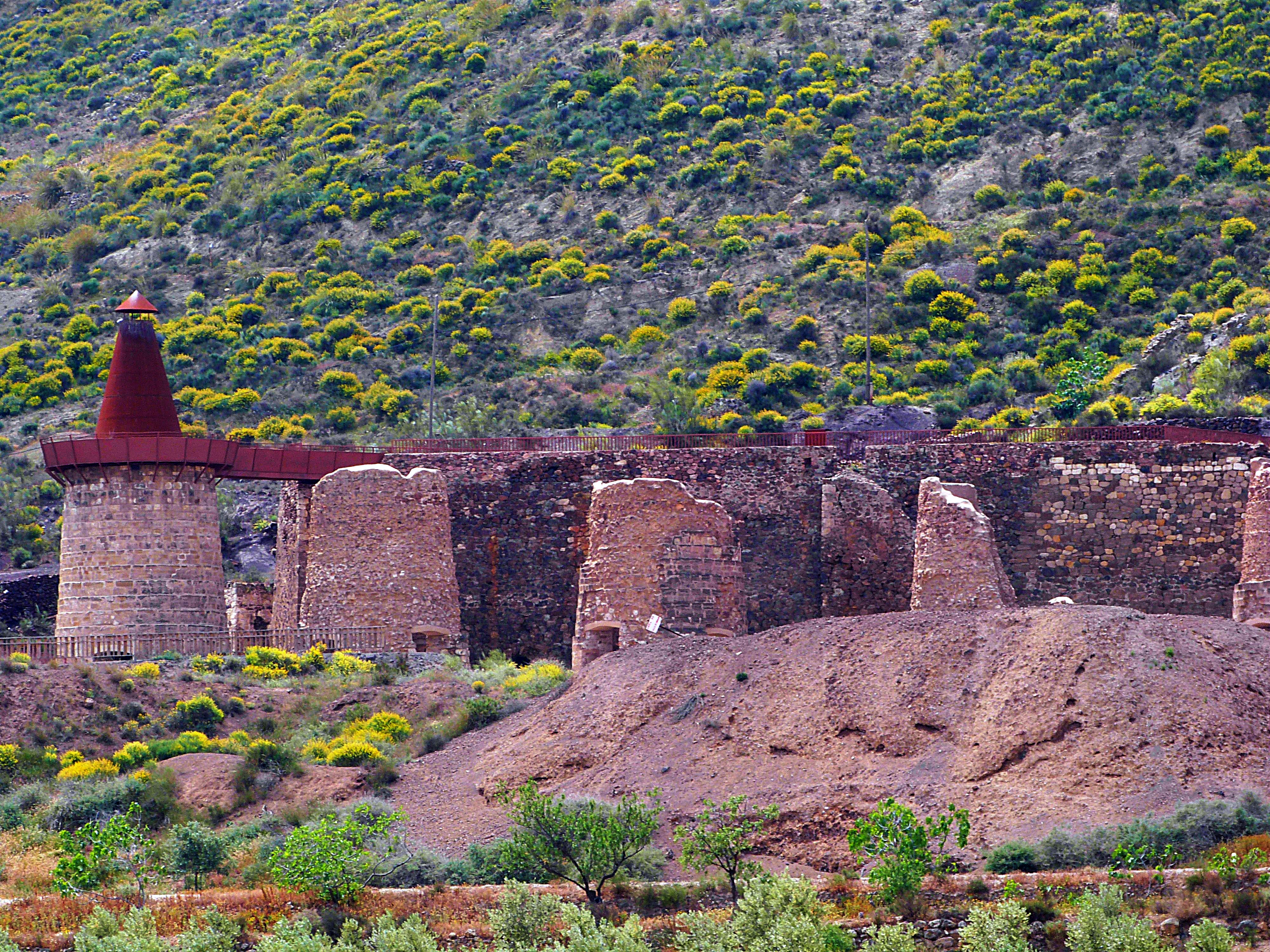
Historische Schmelzöfen
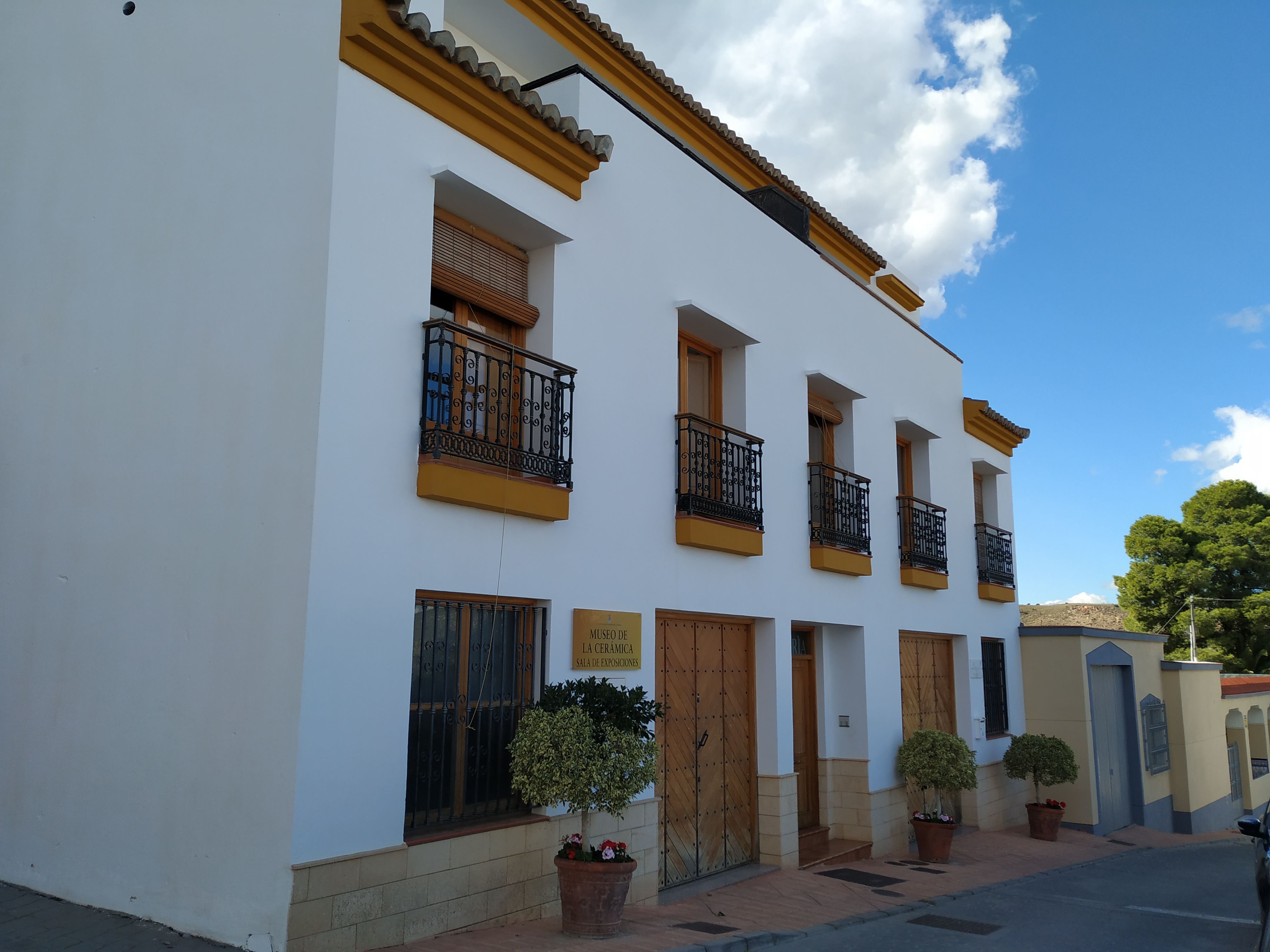
Keramikmuseum
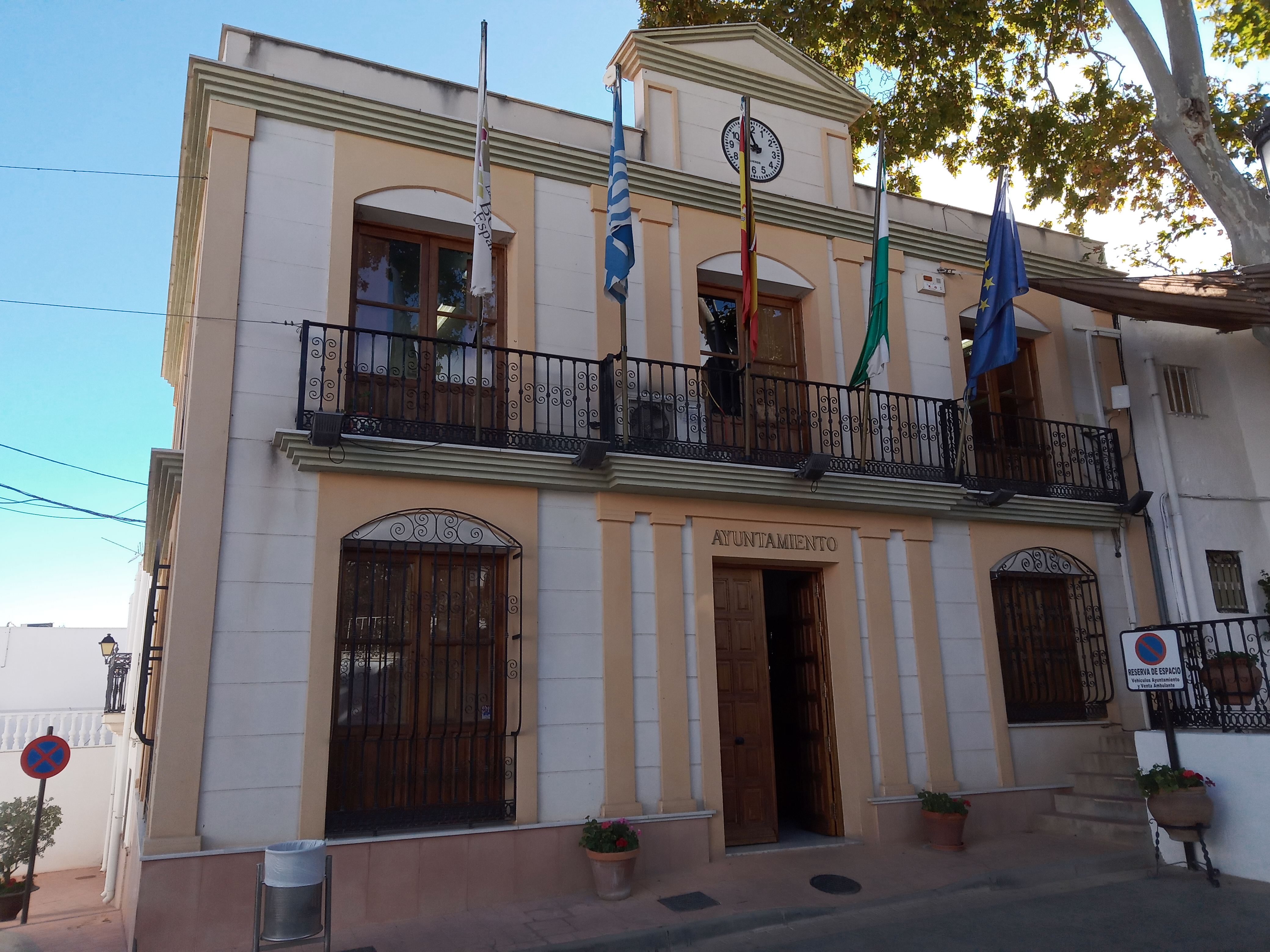
Rathaus

## Trivia
Im Gemeindegebiet wurden die Filme Die letzten Zwei vom Rio Bravo (1964) und Um sie war der Hauch des Todes (1969) gedreht.